# Torvald Åkerlöf
Karl Axel Torvald Åkerlöf, född 30 juli 1928 i Valbo församling i Gävleborgs län, död 7 maj 2017 i Gävle, var en svensk bandyspelare.
Åkerlöf föddes i Forsbacka. Han blev stor grabb nummer 109 i bandy, och spelade för Forsbacka IK.